# Universités d'été et d'hiver franco-allemandes en sciences juridiques en coopération avec des établissements de pays tiers
 (août 2020).
Les Universités d’été et d’hiver franco-allemandes en partenariat avec des établissements d'enseignement supérieur de pays tiers sont l’expression de l’internationalisation croissante de l’enseignement et de la recherche (programme Erasmus, processus de Bologne, élargissement de l’Union européenne). En sciences juridiques, la direction des études franco-allemandes de l’Université Paris Nanterre joue un rôle pionnier dans leur mise en place. Ainsi, dans le cadre de son réseau de coopération universitaire (réseau Nanterre / Nanterre network), conçu et développé par le professeur Otmar Seul en collaboration avec des partenaires européens, ces Universités d’été et d'hiver franco-allemandes et européennes voient le jour depuis 2004 en Europe centrale et orientale, dans les Balkans et dans la région méditerranéenne - avec le soutien financier de l’Université Franco-Allemande (DFH/UFA), de l’Office Franco-Allemand pour la Jeunesse (OFAJ) et du Ministère de l’Enseignement supérieur et de la Recherche français (programme Parceco). Depuis 2013, ces Universités d'été et d'hiver trinationales s'étendent également à des pays non-européens.

## Objectifs et fonctionnement des Universités d’été
En accordant en septembre 2012 son patronage à la 2e Université d’été franco-allemande et européenne consacrée au droit de l’énergie et de l’environnement, le Ministre délégué chargé des Affaires européennes de l’époque, Bernard Cazeneuve, rend hommage à une formule de prérentrée académique dont « le succès ne se dément pas et qui s’exporte même, [contribuant] au rayonnement de la coopération franco-allemande en Europe ». Selon Otmar Seul, professeur d’allemand juridique à l’Université Paris Nanterre, à l’origine du concept de délocalisation du campus et cofondateur des universités d’été, le caractère novateur de cette formule repose sur quatre qualités :
1. Les universités d’été se consacrent aux défis juridiques de l’intégration européenne. Elles analysent l’espace juridique européen, les principes et l’application du processus d’harmonisation des législations au sein de l’Union européenne. Focalisées sur le droit comparé, les universités d’été contribuent à la compréhension mutuelle entre juristes européens.
2. Elles s’intéressent également aux dimensions sociétales du droit: “le droit a une fonction d’accompagnement, il indique la direction à prendre pour le développement de nos sociétés et lui donne un cadre, il contribue à sa convergence, qui est l’un des grands objectifs politiques des relations franco-allemandes depuis 1963” (Bernard Cazeneuve). D’où l’intérêt de se consacrer à l’Europe comme « communauté de valeurs” », à la « participation citoyenne », à la « protection de la vie privée » et surtout au clivage entre « identité nationale et identité européenne ». Depuis le rejet en 2005 du Traité établissant une constitution pour l’Europe par les référendums français et néerlandais, la question de l’identité européenne pousse à une analyse approfondie des contraintes et obstacles qui affectent le processus d’intégration européenne. En faisant appel à la participation d’historiens, de sociologues, de politistes ou d’économistes, les universités d’été adoptent donc une approche transdisciplinaire. Cet éclairage transversal augmente la pertinence de sujets complexes qui sinon ne seraient traités que d’un point de vue juridique.
3. Les universités d’été offrent un cadre moins formel et plus convivial que le quotidien universitaire. Assimilées à un forum, elles assurent un dialogue interactif entre enseignants-chercheurs, professionnels du droit, doctorants et étudiants.  Si elles contribuent à une meilleure compréhension du droit et à l’enrichissement intellectuel des doctorants et des étudiants, c’est aussi parce qu’elles recourent à des pratiques pédagogiques novatrices. Les étudiants sont initiés aux méthodes du travail en groupe au sein d’ateliers plurinationaux : ils comparent l’analyse de documents effectuée en amont de l’université d’été dans leurs universités d’origine. Dans ce cadre peuvent également être présentés des travaux préliminaires pour des mémoires de Master voire de futures thèses. Les doctorants ont l’occasion de présenter leurs résultats de recherche à mi-parcours.
4. Les universités d’été se tenant normalement dans un pays tiers, la présentation de la culture juridique de ce pays peut passer par le recours à la langue locale avec traduction simultanée ou successive en français et allemand. Le recours à l’anglais est exceptionnel. Les universités d’été sont attachées à l’idée d’une Europe “dynamique” et qui défend la diversité culturelle et résiste ainsi à l’uniformisation culturelle d’influence anglo-américaine.

## Implantation géographique et enjeuxgéopolitiquesdes Universités d’été
Les critères d’implantation géographique et le contexte historique de leur émergence permettent la distinction entre plusieurs types d’universités d’été, ayant chacune son originalité.

### Lituanie
Fondée à Vilnius en juin 2004, l’année du grand élargissement de l’Union européenne vers l’Est par les Universités de Paris Nanterre, de Francfort-sur-le-Main (Allemagne) et de Vilnius (Lituanie), la plus ancienne des universités d’été est focalisée sur les processus d’harmonisation du droit en cours dans l’Union européenne. Avec leur entrée dans l’Union européenne, les pays Baltes ont l’obligation de transposer l’ensemble du droit de l’Union (acquis communautaire), d’adopter les objectifs politiques de l’Union et de mettre en œuvre les principes de l’Union économique et monétaire. Durant les dix premières années, les dates de cette Université d’été coïncident tous les ans avec la remise des diplômes de deux écoles de droit binationales : l’École de droit germano-lituanienne et l’École de droit franco-lituanienne.

### Pays des Balkans occidentaux
Initiée en septembre 2014 par Paris Nanterre et Münster (Allemagne), l’Université d’été dans les Balkans occidentaux est la première manifestation à être itinérante. Elle se tient en plusieurs sessions et lieux différents : avec comme principales organisatrices, l’Université Saints-Cyrille-et-Méthode de Skopje (Macédoine du Nord), l’Université de Pristina (Kosovo) et l’Université d’État de Tirana (Albanie). Cette Université d’été itinérante, en permettant le dialogue scientifique et interculturel entre établissements d’États adhérents (France, Allemagne, Grèce, Bulgarie) et de candidats à l’adhésion européenne (dont également le Monténégro et la Serbie), initie une réflexion sur le droit européen et son apport à des pays aspirant à renforcer les principes de l’État de droit, de la démocratie et de l’économie sociale de marché. Une réflexion qui pousse à s’interroger aussi bien sur l’identité des pays des Balkans occidentaux que sur les conditions et possibilités de leur adhésion à l’Union européenne, conformément aux critères de Copenhague (1993). Dès 2015, les Ambassadeurs de France et d’Allemagne à Skopje, Pristina, Tirana et Podgorica ont reconnu dans des déclarations communes les effets culturels et géopolitiques bénéfiques d’une démarche « (s’inscrivant) parfaitement dans les objectifs fixés par la Conférence des Balkans occidentaux, initiée à Berlin en 2014 ».

### Turquie
Créée en janvier 2016 à Istanbul par l’Université Paris Nanterre, l’Université d’Erlangen-Nuremberg (Allemagne) et l’Université Yeditepe (Turquie), cette première Université d’hiver franco-germano-turque porte sur les « actions privées en droit de la concurrence ». Ayant lieu peu avant le coup d’État avorté de juillet 2016 et la répression qui a suivi, à un moment de conjoncture encore relativement favorable à une adhésion à moyen terme de la Turquie à l’Union européenne (allant donc au-delà de l’offre d’un simple “partenariat privilégié”), elle se consacre à une approche comparative des multiples facettes d’un sujet allant de la résolution alternative des conflits au droit de procédure civile en passant par des éléments constitutionnels. Le contexte politique tendu en Turquie n’a jusqu’ici pas permis de prévoir une deuxième édition de l’Université d’hiver trinationale.

### Biélorussie
L’Université d’été de Minsk est fondée en septembre 2011 par l’Université de Paris Nanterre, l’Université de Potsdam (Allemagne) et l’Université d’État biélorusse de Minsk. Elle lance une réflexion sur l’évolution de l’espace juridique européen élargi impliquant les pays de la Communauté des États indépendants (CEI). Centrée sur le droit comparé, l’Université d’été se focalise sur les enjeux et défis communs aux trois pays et compatibles avec la politique de partenariat oriental de l’Union européenne (2009). Elle s’interroge notamment sur la bonne gouvernance, la protection sociale et environnementale, les modes alternatifs de résolution des conflits, ou encore sur l’impact des nouvelles technologies sur le monde du travail.

## Premières Universités d’été franco-allemandes en partenariat avec des établissements de pays tiers hors Europe
Depuis 2013, les universités d’été du réseau des cursus franco-allemands de l’Université Paris Nanterre (Nanterre network) s’étendent à des pays non-européens.

### Pays du Maghreb
En avril 2013 Paris Nanterre, Potsdam et Tunis-El Manar créent à Tunis une Université d’été franco-allemande avec les pays du Maghreb consacrée aux « politiques publiques » dans une approche comparative. Au lendemain du printemps arabe, elle se propose d’analyser les nouvelles attentes des pays maghrébins en matière politique, économique et géostratégique. Les participants à la première édition s’interrogent sur la dynamique de la reconstruction institutionnelle enclenchée en Tunisie qui est censée assurer la transition démocratique et initier une nouvelle approche de gestion des affaires publiques basée sur la bonne gouvernance. En 2014, la seconde (et provisoirement dernière) édition de l’université d’été, à l’Université Hassan II de Casablanca (Maroc) est centrée sur le thème “Droit et Religion - dénominateurs communs et possibles conflits entre normes religieuses, normes étatiques et droit international”. Annulée, la troisième édition en 2015 à l’École de la Gouvernance et d’Économie (EGE) de l’Université Mohammed VI Polytechnique de Rabat (Maroc), programmait le thème de la « citoyenneté », assimilée à un statut juridique et un système de valeurs sociétales (civilité, civisme, solidarité).

### Amérique du Sud
En septembre 2013, l’Université Paris Nanterre, l’Université technique de Dresde (Allemagne) et l’Université Catholique Pontificale du Pérou fondent à Lima l’Université d’été franco-germano-péruvienne. Les participants s’interrogent sur une refondation de la justice au service de la démocratie, de l’État de droit et des droits de l’homme ainsi que sur les stratégies de transparence accélérant la moralisation de la vie publique et la lutte contre la corruption des pouvoirs publics. La seconde édition de cette Université d’été, organisée en septembre 2014 par l’Université Nationale Majeure de San Marcos et l’ESAN (la première école de commerce en Amérique latine), est consacrée au thème des “fondements économiques et culturels d’un État constitutionnel”. Sa particularité est de se doter d’une fonction de formation continue pour les fonctionnaires du Ministère de la Justice et des Droits de l’Homme et d’être ouverte à la société civile, en impliquant des institutions culturelles telles que l’Institut Goethe et l’Alliance française dans son programme.

### Afrique, Asie et Océanie
Sous la direction du Professeur Stéphanie Dijoux, les cursus franco-allemands de Paris Nanterre ont depuis 2015-2016 lancé des universités d’été également avec des établissements d’enseignement et de recherche des pays de l’hémisphère Est (Afrique, Asie et Océanie).

## Travaux
- Tilman Bezzenberger, Joachim Gruber, Stephanie Rohlfing-Dijoux (2014): Die deutsch-französischen Rechtsbeziehungen, Europa und die Welt / Les relations juridiques franco-allemandes, l'Europe et le Monde. Liber amicorum Otmar Seul, Nomos Verlag, Baden Baden, 570 pages.
- Birgit Mangelsdorf (2014): Ganz europäisch. Deutsch-Französischer Studiengang ‘Rechtswissenschaften’ der Universität Potsdam wird 20 Jahr alt, Universität Potsdam, Informationsdienst Wissenschaft (IdW) du 14 juillet 2014: https://idwonline.de/de/news596176.
- Karsten Schultheiss (2010): Otmar Seul und sein europäisches Netz, in: Heimatkalender Landkreis Birkenfeld, pp. 264–266 (Rheinland-Pfälzische Bibliographie: https://rpb.lbzrlp.de/rpbgooi/sn100000/sn109000/sn109000_$.htm).
- Nahe Zeitung / Rhein-Zeitung (Koblenz) (2013): Otmar Seul initiiert Sommer Uni-Veranstaltungen in Europa, Afrika und Übersee, 11 novembre, p. 9.

## Sources
1. ↑  Stephanie Rohlfing-Dijoux (2015): Internationalization of studies and research: the example of the integrated French-German-Law curriculum at the University Paris Ouest Nanterre La Defense, in: Miscellanea Historico+Iuridica on the legal education 2015, University of Bialystok, p. 159-170, en ligne http://pbc.biaman.pl/Content/46865/Mis_Tom_XIII.pdf; Joachim Gruber (2013): Der deutsch-französische Studiengang der Universitäten Paris Ouest- Nanterre-La Défense und Potsdam, in ZEuP, p. 205-209 ; Otmar Seul (2003): Les cursus binationaux - une étape vers l’harmonisation des études en Europe. Le cas des cursus intégrés Paris X / Potsdam en sciences juridiques ; in O. Seul, B. Zielinski, U. Dupuy (éds.): De la communication interculturelle dans les relations franco-allemandes, Ed. Peter Lang, Berne, Francfort s. M., New York, Oxford, Vienne 2003, pp. 285-310, en ligne https://drive.google.com/file/d/0BwS6msy80fPZNTczOGNiZTUtOTBjMC00MDEyLWFhZTItMTE3ZmUyODk3ZjBh/view?pli=1; Otmar Seul (2006): Interkulturelles Management im Dienste der Europäisierung von Lehre und Forschung in : Deutsch-Französische Gesellschaft für Wissenschaft und Technik (DFGWT) (ed.): Wissenschaftliche Karrieren in Deutschland und Frankreich, Tagungsband zum gleichnamigen Kolloquium, Berlin, 21/22 octobre 2006), Bonn, DFGWT, 2006, 16 pages, en ligne https://drive.google.com/file/d/0BwS6msy80fPZMTRjN2JlYzYtNGVlZC00MmZiLTk0NGMtMGI2YmY0N2FjNzI0/view?pli=1 ; Otmar Seul (2010) : 25 ans de formations franco-allemandes en sciences juridiques à l’Université Paris Ouest-Nanterre-La Défense – Historique et impact international. Discours du 18 mars 2010 à Paris, traduction allemande en ligne http://www.uni-potsdam.de/db/dfsjura/html/joomla/images/stories/pdf/bundesverdienstkreuz_oseul_danksagung.pdf ; Otmar Seul (2013): La réussite d’un cursus intégré franco-allemand ouvert sur le monde, l’implication de toute une vie – Interview de l’ACFA (Association des Cursus Franco-Allemands des Universités Paris Ouest Nanterre La Défense / Potsdam), en ligne https://acfananterre.wordpress.com/2016/03/12/interview-otmar-seulco-fondateur-du-cursus
2. ↑  Activités en matière d’internationalisation des études et de la recherche depuis 1989, en ligne https://www.parisnanterre.fr/m-otmar-seul--698797.kjsp; Otmar Seul (2017) : Discours d’ouverture, Annual Meeting Nanterre network, Porto, en ligne http://www.uceditora.ucp.pt/resources/Documentos/UCEditora/PDF%20Livros/Porto/LAW%20AND%20INTERCULTURALISM.pdf (p. 8-11); Otmar Seul (2015): Un réseau international de coopération universitaire: la réussite d’un cursus intégré franco-allemand ouvert sur le monde, in Miscellanea Historico+Iuridica on the legal education 2015, University of Bialystok, p. 170-180, en ligne http://pbc.biaman.pl/Content/46865/Mis_Tom_XIII.pdf; Un réseau international de coopération universitaire en sciences juridique et politique, en ligne https://www.campus-mundus.eu/cooperationuniversitaire-internationale, chapitre 1°.
3. ↑  Message du Ministre délégué chargé des affaires européennes au Professor Otmar Seul, Université Paris Nanterre, Paris, du 18 septembre 2012.
4. ↑  Universités d’été et universités d’hiver franco-allemandes en sciences juridiques en partenariat avec des États tiers, en ligne https://acfananterre.wordpress.com/les-seminaires-et-publications/lesuniversites-dete/; Universités d’été/d’hiver tri-nationales des cursus franco-allemands en sciences juridiques, organisées en partenariat avec des établissements allemands et des établissements de pays tiers, en ligne https://www.campus-mundus.eu/cooperation-universitaire-internationale, Chap. no. 3.
5. ↑  Pour les programmes de l’Université d’été depuis 2004, voir http://www.tf.vu.lt/en/internationalrelations/summer-schools/europos-teises-vasaros-mokykla/archive/; pour le concept de l’Université d’été, voir https://www.campus-mundus.eu/cooperation-universitaire-internationale - section 3° Genèse des Universités d’été et d’hiver tri-nationales (choix): aspects géopolitiques: Liste complète (Vilnius). Les Actes de conférence de l’Université d’été 2008 sont disponibles : Otmar Seul, Tomas Davulis (éds): La solidarité dans l’Union européenne / Solidarität in der Europäichen Union, Bern, Berlin, Frankfurt-sur- le Main, New York, Oxford, Vienne (Ed. Peter Lang) 2012, 294 p.
6. ↑  Les intentions de l’Université d’été itinérante en matière de politique culturelle et de géopolitique ont été présentées par le Professeur Otmar Seul (Université Paris Nanterre) à l’occasion d’une réunion préparatoire qui s’est tenue en juillet 2012 à Bitola (Macédoine du Nord), en présence de représentants de plusieurs universités des Balkans ainsi que du Ministre de l’enseignement et la recherche kosovar et du Ministre de la culture monténégrin. L’initiateur et concepteur de l’Université d’été explique: « L’originalité de notre projet est visible de prime abord : il s’agit d’organiser une université d’été itinérante dans les Balkans, symbolisant la coopération entre quatre États partageant un passé marqué de relations conflictuelles. Leur accession à l’Union européenne requiert des développements durables et similaires. La reconstruction de la région ne peut se faire qu’à travers une coopération renforcée dans les domaines socio-éducatif, scientifique et culturel (…). Il n’y a pas de terreau plus fertile que celui de l’Europe, qui a réconcilié des peuples hostiles – tels que la France et l’Allemagne, souvent appelés les moteurs de l’intégration européenne (…). Le droit européen est devenu le vecteur de paix entre les peuples de l’Europe. Il pourrait guider les pays des Balkans qui aspirent à renforcer leurs principes d’État de droit et de démocratie, tout comme ceux d’une économie de marché sociale » (voir Une Université d’été itinérante franco-allemande en sciences juridiques dans les Balkans occidentaux - un projet franco-allemand (extraits), https://www.campus-mundus.eu/forums - partie « Challenges », section 1°). Les Ambassadeurs français et allemand en Macédoine du Nord, au Kosovo, en Albanie et au Monténégro se sont félicités de cette initiative par le biais de « déclarations communes » en mai et juin 2015, qu’ils estiment en accord avec les objectifs des Sommets annuels Union européenne-Balkans occidentaux (ibid; voir également le discours d’ouverture de l’Ambassadeur français à Skopje: https://mk.ambafrance.org/Ouverture-de-la-premiere). Pour le concept de cette Université d’été, voir https://www.campus-mundus.eu/cooperation-universitaire-internationale - section 3° Genèse des Universités d'été et d'hiver tri-nationales (choix): aspects géopolitiques: Liste complète (Les Balkans occidentaux). Voir le programme de la dernière Université d’été, en ligne https://www.jura.unimuenster.de/de/institute/lehrstuhl-fuer-oeffentliches-recht-voelker-und-europarecht-sowie-empirischerechtsforschung/balkan-summer-school/balkan-summer-school-2018/skopje-session-programme; https://juridiku.uni-pr.edu/getattachment/fd4375c6-7d85-41fb-b244-59d07054eece/PRG_PRISTINAFinal-14-9-2018--.pdf.aspx.
7. ↑  Pour le programme, voir https://docplayer.org/7330134-Les-actions-privees-en-droit-privaterechtsdurchlassung.html; voir également https://www2.mystfx.ca/sites/mystfx.ca.internationalexchange/files/General%20Brochure%20Yeditepe%20University.pdf, page 42.
8. ↑  Pour les programmes de l’Université d’été trinationale, voir https://www.uni-potsdam.de/de/lshellmann/auslandskooperationen/belarussische-staatliche-universitaet-bsu.html. Pour le concept de cette Université d’été, voir https://www.campus-mundus.eu/cooperation-universitaire-internationale - section 3° Genèse des Universités d’été et d’hiver tri-nationales (choix): aspects géopolitiques: Liste complète (Minsk).
9. ↑  Pour le programme et le concept de cette Université d’été, voir https://www.parisnanterre.fr/medias/fichier/programm-tunis2013-session-ii_1366640089989-pdf; http://euro-mediterranee.blogspot.com/2013/05/universite-dete-dialogue-franco.html; https://acfananterre.wordpress.com/les-seminaires-et-publications/les-universites-dete/; https://www.parisnanterre.fr/recherche-/droit-et-religion-a-casablanca-2eme-univ-d-ete-francogermano-maghrebine-527961.kjsp.
10. ↑  Pour le concept et le programme de cette Université d’été, voir https://idehpucp.pucp.edu.pe/notasinformativas/se-inauguro-universidad-de-verano-democracia-y-estado-de-derecho-en-el-campuspucp/; Carlos Gonzales-Palacios, Thilo Rensmann, Otmar Seul, Manuel Tirard (2013): Préface de Democracia y Estado de derecho / Démocratie et État de droit / Demokratie und Rechtsstaat, ed. par Carlos Gonzales-Palacios, Thilo Rensmann, Manuel Tirard, Lima, Ambassade de France au Pérou, pp. 27–31; Nahe Zeitung (Rhein-Zeitung, Koblenz) du 11 novembre 2013: Otmar Seul initiiert Sommer Uni-Veranstaltungen in Europa, Afrika und Übersee, p. 9.
11. ↑  Synthèse en cours de préparation.